# Arroyo del Tala (Río Arapey, margen derecho)
El arroyo del Tala es un curso de agua uruguayo que atraviesa el departamento de  Salto perteneciente a la cuenca hidrográfica del Río de la Plata.
Nace en la Cuchilla de Belén y desemboca por la margen derecha del río Arapey.